# Castello Sinclair Girnigoe
Il castello Sinclair Girnigoe (in inglese Castle Sinclair Girnigoe) è una struttura architettonica costituita dalle rovine di un castello o, secondo alcune ipotesi, di due distitinti castelli (il castello Girnigoe e il castello Sinclair), costruito/i nei pressi della cittadina scozzese di Wick, nella contea tradizionale di Caithness (Scozia nord-orientale) tra la fine del XIV e il XVII secolo da membri del clan Sinclair, signori delle Orcadi e poi conti di Caithness.
Ora di proprietà del Clan Sinclair Trust, si tratta dell'unico castello scozzese ad essere inserito dal World Monument Fund nella lista dei 100 castelli più pericolanti del mondo.

## Storia

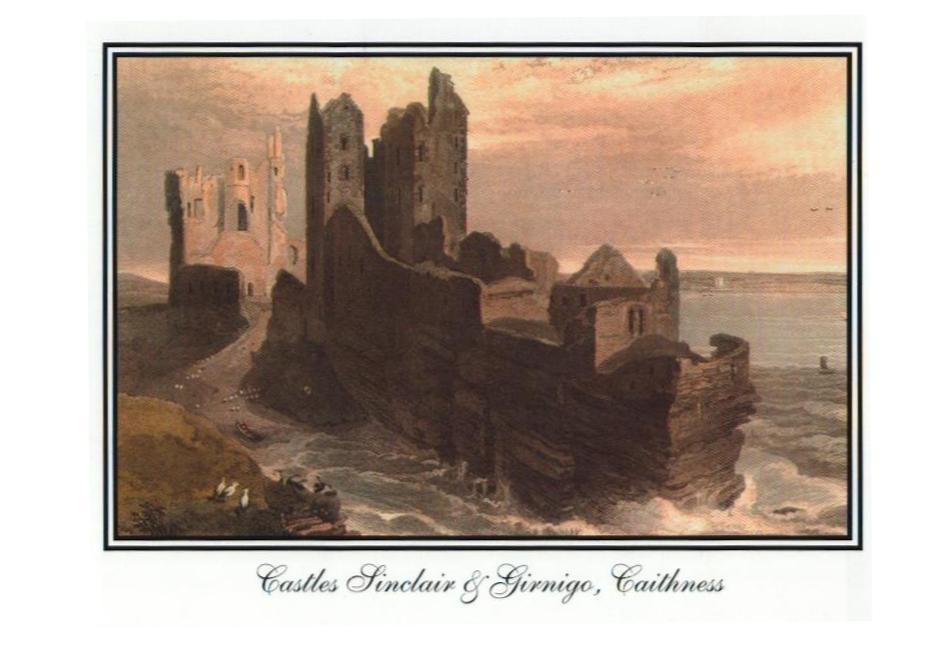
Il castello Sinclair Girnigoe in un dipinto del 1821

Il castello originario venne forse eretto alla fine del XIV secolo per volere di Henry Sinclair, il quale, in seguito a un matrimonio celebratosi nel 1379, era divenuto signore delle Orcadi. L'edificio divenne quindi di proprietà di William Sinclair di Rosslin, III conte delle Orcadi (1410-1480), che nel 1455 divenne I conte di Caithness, che intraprese un'opera di ampliamento della struttura.
In seguito,  alla fine del XV secolo, il castello Girnigoe venne sensibilmente rimodellato e ampliato per volere di William Sinclair, II conte di Caithness (1459-1513), il quale fece realizzare delle mura difensiva e degli edifici abitativi.  L'opera venne poi completata dopo la morte di William Sinclair (avvenuta nella battaglia di Flodden Field) dal figlio di quest'ultimo, John Sinclair, III conte di Caithness.
In seguito il IV conte di Caithness fece del castello Girnigoe la propria residenza principale. Lo stesso conte fece anche ricostruire la torre centrale.
Ulteriori modifiche vennero apportate nel corso del XVI e del XVII secolo, in gran parte sotto la reggenza di George Sinclair, V conte di Caithness, noto come il "conte malvagio". Per apportare tali modifiche, George Sinclair dovette a ricorrere a dei prestiti che poi non riuscì a restituire ai creditori e fu, per questo motivo, costretto a darsi alla macchia e a rifugiarsi nelle isole Orcadi.
Alla fine del XVI secolo, la struttura venne assediata per dodici giorni, senza successo, dal conte di Sutherland, che in precedenza aveva dato alle fiamme la città di Wick.
Nel 1606, un atto del Parlamento concesse a George Sinclair di cambiare il nome del castello da castello Girnigoe a castello Sinclair. Tuttavia, sempre nel XVII secolo venne redatto da reverendo John Brand, che si era recato in visita nel Caithness, un resoconto in cui si parlava della presenza di due castelli, il castello Girnigoe e il castello Sinclair: entrambi questi scritti hanno lasciato adito al dubbio irrisolto che non si trattasse di un solo castello rinominato e rimodellato, ma di due edifici distinti.
La struttura venne quindi occupata nel 1651 nel corso della guerra civile inglese dalle truppe parlamentariane guidate da Cromwell e usata come base militare.
Dopo l'occupazione delle truppe di Cromwell e anche in virtù della disputa che riguardava la proprietà della contea di Caithness, reclamata nel 1677 da Sir John Campbell di Glenorchy, la struttura cadde progressivamente in rovina. Il castello subì quindi il colpo di grazia nel 1680, quando un gruppo di uomini capeggiato da George Sinclair di Keiss lo attaccò dapprima con dei cannoni per poi spogliare la struttura di tetti, porte, pavimenti e mobili allo scopo di renderla inabitabile per il clan Campbell.
La struttura venne poi lasciata nel suo stato di degrado anche dopo la riconquista della contea di Caithness, che comprendeva la proprietà del castello, da parte del clan Sinclair nel 1681.
Nel 2002, il castello è stato quindi inserito nella propria lista dal World Monument Fund nel 2002. Successivi scavi archeologici effettuati l'anno seguente tra le rovine porterebbero alla conclusione che si trattasse di un unico edificio.

## Descrizione
Le rovine del castello Sinclair Girnigoe si ergono su un promontorio che si affaccia sulla baia di Sinclair, situato nei pressi del faro di Noss Head, a circa 4 km a nord/nord-est di Wick.
Le rovine sono accessibili ai visitatori tramite un ponte realizzato nel 2008.

## Nella cultura di massa
- Il castello Sinclair Girnigoe è raffigurato in un dipinto realizzato nel 1815 da William Daniell, conservato nella Tate Gallery di Londra[3][6]